# Marlúcio Pereira
Marlúcio Pereira da Silva (Cristalina, Goiás, 6 de janeiro de 1962) é um político brasileiro. Nas eleições estaduais em Goiás em 2014 foi eleito deputado estadual pelo PRB.

## Vida política
Em reportagem veiculada pelo Jornal Nacional em setembro de 2015, um dos assessores do deputado aparece rotineiramente batendo o ponto e indo embora logo em seguida do prédio da Assembleia Legislativa de Goiás, sem trabalhar. Tal reportagem acabou originando o conhecido meme "senhora, senhora?".